# Залевайка

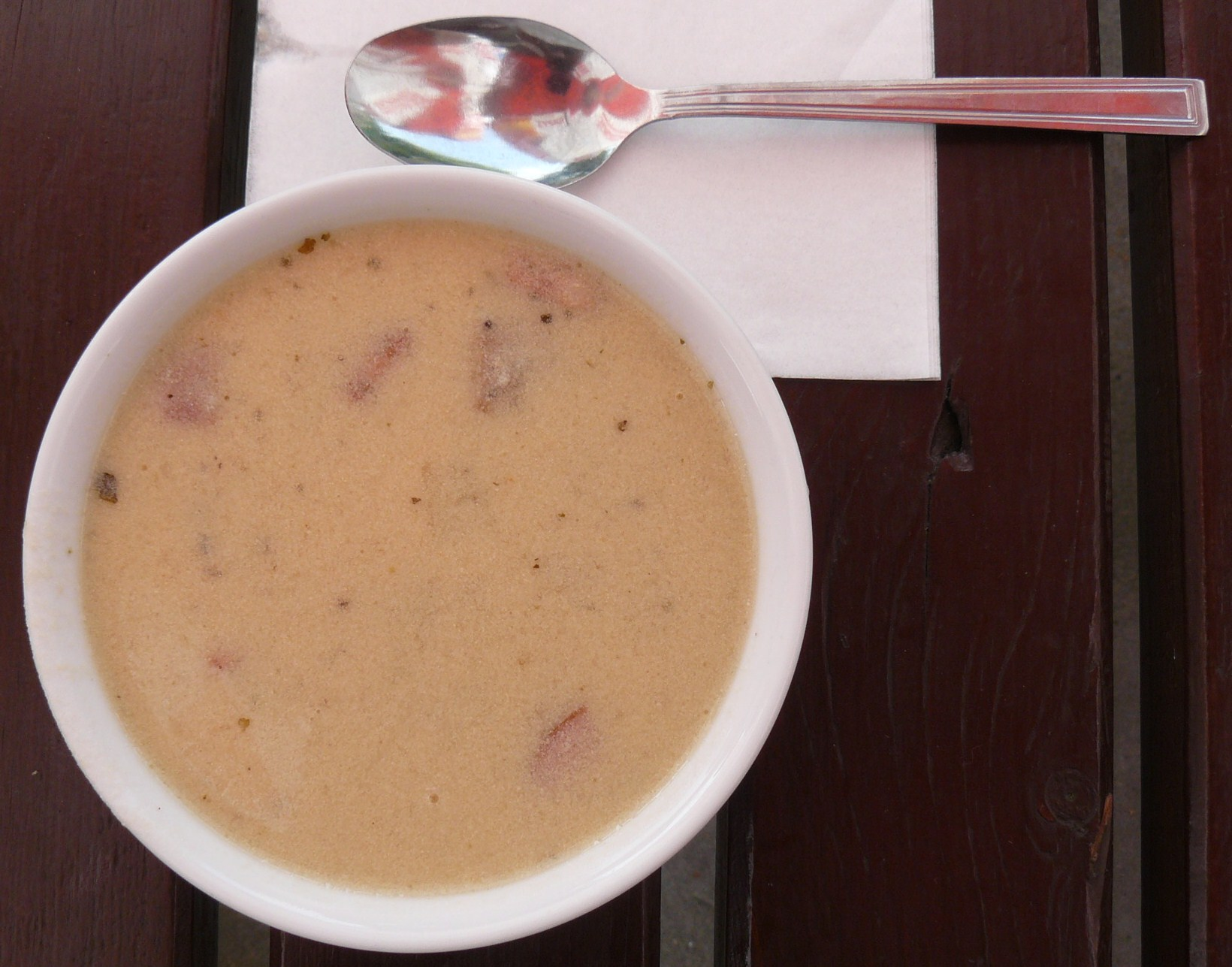
Поморська залевайка

Залевайка — традиційний сільський суп на основі нарізаної кубиками і відвареної картоплі, залитої (звідси і назва) окремо приготовленою чистою юшкою з квасного хліба.

## Походження
Суп походить із центральної Польщі. Перші згадки походять із XIX століття про Лодзь і Радомсько. Картопля та лісові врожаї були основними складовими харчування цих регіонів. З цієї причини картопля була основою багатьох страв (її подавали в різному вигляді та з різними доповненнями). Завдяки своїй простоті залевайка стала популярною в Кельці, а звідти, на межі XIX–XX століть, разом із мігруючим населенням, вона з'явилася в Заглемб'є Домбровське. У Підкарпатському воєводстві його джерела біля Крешева.

## Регіональні залевайки

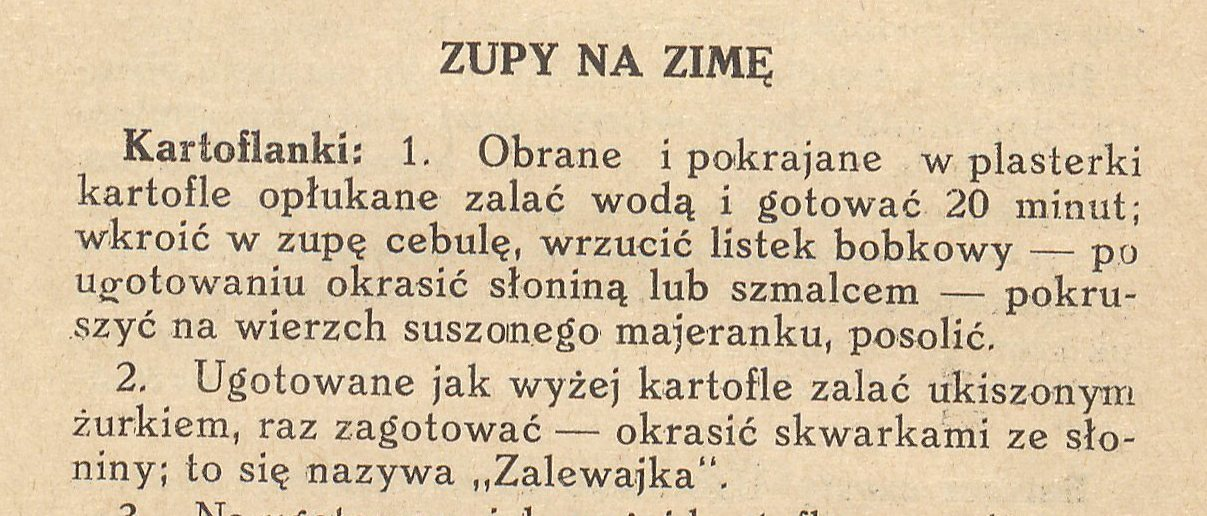
Залевайка — рецепт у книзі «Рецепти старі та нові», 1933 р.

Згодом було створено кілька різновидів супу. Декілька з них були внесені до Переліку традиційних продуктів. Спосіб приготування залишається незмінним, відмінність в інгредієнтах.
Картоплю варять зі спеціями, а після варіння воду не зливають. Наступним кроком буде додавання решти інгредієнтів і продовження приготування. Час приготування приблизно 45 хвилин. Його часто подають з хлібом.

### Радомська залевайка (Лодзинське воєводство)
Занесена до переліку традиційних продуктів 21 грудня 2009 року.
склад:
- вода
- картопля
- жур
- сало (топлене зі шкварками)
- цибуля
- часник
- сметана
- лавровий лист
- духмяний перець
- сіль, перець
- гриби (бажано рядовка зелена, так звані зелені гусаки)

### Залевайка з ру (Лодзинське воєводство)
Занесена до переліку традиційних продуктів 22 січня 2008 року.
склад:
- вода
- картопля
- кислий суп (борошно житнє — цільнозернове або бізонове, можна пшеничне, скоринка хліба, цибуля, вода)
- копчений бекон або ковбаса
- морква
- пересмажена цибуля
- часник
- лавровий лист (за бажанням)
- сіль перець
- сушені гриби (за бажанням)
- борошно з вершками або сколотиною (для приправи, за бажанням)
- ру або шкварки зі свіжого сала

### Залевайка Свєнтокшиська (Свєнтокшиське воєводство)
Занесена до переліку традиційних продуктів 6 вересня 2006 року.
склад:
- вода
- картопля
- кислий житній суп
- копчений бекон або ковбаса
- цибуля
- часник
- лавровий лист
- духмяний перець
- сіль перець
- сметана
- сало (шкварки)

## Виноски
1. ↑  Lista prod. trad.: Zalewajka, woj. pokarpackie.